# Bolitoglossa la
Bolitoglossa la es una especie de salamandra de la familia Plethodontidae.
Es endémica del departamento del Quiché (Guatemala).